# Istočni grijeh
Istočni grijeh (latinski peccatum originale originatum), grijeh u kojem se, po tradicionalnoj katoličkoj teologiji, rađaju svi ljudi jer, potječući od Adama, participiraju u njegovu grijehu neposluha prema Bogu. Taj grijeh, Adamov, u teologiji se još naziva i "peccatum originale originans". Krist donosi oslobođenje od tog grijeha (istočnog) za sve čovječanstvo općenito, a pojedinac se oslobađa vjerom i sakramentom krštenja. (Grijeh prvih ljudi zove se istočni ili iskonski grijeh, jer iz njega istječu svi ostali grijesi. On se sastoji u neposlušnosti prema Bogu. Prenosi se rođenjem,a briše se sakramentom krštenja.) 
Crkve koje su proizašle iz Reformacije na drugačiji način tumače pad prvog čovjeka i njegov utjecaj na kasnije čovječanstvo. Protestanti smatraju da ne participiraju u Adamovom grijehu, već da od Adama nasljeduju grešnu narav.